# William Theilheimer
William Theilheimer  (* 11. November  1914 in Augsburg als Wilhelm Theilheimer; † 14. Juli 2005) war ein deutschstämmiger US-amerikanischer Chemiker und Pionier der chemischen Dokumentation. Er ist bekannt für seine Handbuch-Reihe Synthetische Methoden der Organischen Chemie, die ab 1946 bei S. Karger in Basel erschien und später englischsprachig als Synthetic Methods of Organic Chemistry fortgesetzt wurde. Ab 1982 hieß es Theilheimer´s Synthetic Methods of Organic Chemistry.

## Leben
Theilheimer emigrierte im Jahr 1937 aus Deutschland, da er jüdisch war und deshalb von den Nationalsozialisten verfolgt wurde. Im Jahr 1940 wurde er an der Universität Basel in organischer Chemie promoviert und war dort bis zum Jahr 1947 Assistent von Hans Erlenmeyer. Dort gab er die erste Ausgabe seiner Synthetischen Methoden der Organischen Chemie heraus (wobei der erste Band die Literatur von 1942 bis 1944 behandelte), wobei er eine eigene Notation für deren Klassifizierung entwickelte. Die Reaktionen wurden nach der erzeugten und gebrochenen chemischen Bindung und in Addition, Elimination, Rearrangement (Umordnung) und Exchange unterschieden.
Ab dem Jahr 1948 war er bei Hoffmann-La Roche in deren Sitz in Nutley (New Jersey) und setzte seine Arbeit an seinem Handbuch dort fort. Zwischen den Jahren 1948 und 1959 war er Consultant, zwischen 1959 und 1963 Literature Chemist und von 1964 bis 1981 Resident Consultant bei Hoffmann-La Roche. Im Jahr 1981 ging er in den Ruhestand und Alan F. Finch gab sein Handbuch heraus. 
Die englischen Nachfolgebände, die als Jahrbücher die jeweilige Literatur des vergangenen Jahres behandeln, erschienen ab 1951 bei S. Karger. Ab Band 8 (1954) gab es einen Abschnitt Trends in Synthetic Organic Chemistry. Band 70 wurde 2007 veröffentlicht.
Sein Klassifikationssystem wurde in den 1980er Jahren in verschiedene Datenbanken für Reaktionen übernommen (der Firmen Molecular Design Limited (MDL) und Organic Reactions Accessed by Computer (ORAC), beide später bei Maxwell Communications Corp.).
1987 erhielt er den Herman Skolnik Award der ACS Division of Chemical Information.

## Schriften
- Synthetische Methoden der Organischen Chemie, Basel: Karger, 1946 bis 1948, fortgesetzt ab 1951 (Band 5) als Reihe von Jahrbüchern Synthetic Methods of Organic Chemistry, ab 1982 (ab Band 36) Theilheimer´s Synthetic Methods of Organic Chemistry bei S. Karger